# Gombabogárfélék
A gombabogárfélék (Mycetophagidae) a bogarak (Coeloptera) rendjébe, azon belül a mindenevő bogarak (Polyphaga) alrendjébe tartozó család. Európában kb. 30 fajuk ismeretes.

## Életmódjuk
A széles körben elterjedt, ám rejtett életmódú, gyakran szaproxilofág gombabogarak általában gombák termőtestében, repedésekben, holtfában, dohos szalmában-szénában vagy a talaj üregeiben élnek. Az imágók éjszaka aktívak, egyes fajokat a mesterséges fényforrások is vonzzák. Az imágók és a lárvák egyaránt főleg gombákkal táplálkoznak, de egyes fajok élelmiszereket (például gabonaféléket, fűszereket) és dohányt is fogyasztanak, ezért a kártevők közé sorolják őket.

## Megjelenésük
1–3,7 mm hosszúak, megnyúlt ovális alakúak, testük többé-kevésbé lapított, kivéve a Bergininae alcsalád fajait, melyek inkább hengeres testűek. Sűrű, finom szőrzet borítja őket. A sötét alapszínű szárnyfedőket a legtöbb fajnál szalagokból vagy foltokból álló világos mintázat díszíti. A csáp 11 ízből áll, az utolsó 3 vagy 4, néha csak az utolsó 2 kiszélesedik. A nőstények valamennyi lábfeje (tarsus) négy ízből áll, a hímeknél az első pár lábé háromízű. Az egyes ízek henger alakúak, nincsenek kiszélesedve. Bár a fajok mérete és mintázata hasonló, a fajokat a megfelelő határozók segítségével könnyű megkülönböztetni egymástól.

## Magyarországi fajok
Magyarországon a következő alcsaládok, nemek és fajok fordulnak elő:
- Bergininae Leng, 1920
  - Berginus Erichson, 1846
    - Berginus tamarisci Wollaston, 1854 – hengeres gombabogár
- Mycetophaginae Leach, 1815
  - Litargus Erichson, 1846
    - Litargus (Alitargus) balteatus LeConte, 1856 – amerikai gombabogár
    - Litargus (Litargus) connexus (Geoffroy, 1785) – szalagos gombabogár

  - Mycetophagus Fabricius, 1792
    - Mycetophagus (Ilendus) multipunctatus Fabricius, 1792 – sokpettyes gombabogár
    - Mycetophagus (Mycetophagus) ater (Reitter, 1879) – fekete gombabogár
    - Mycetophagus (Mycetophagus) quadripustulatus (Linnaeus, 1760) – négyfoltos gombabogár
    - Mycetophagus (Mycetoxides) fulvicollis Fabricius, 1792 – sárganyakú gombabogár
    - Mycetophagus (Parilendus) quadriguttatus P. W. J. Müller, 1821 – domború gombabogár
    - Mycetophagus (Philomyces) populi Fabricius, 1798 – nyárfa-gombabogár
    - Mycetophagus (Ulolendus) atomarius (Fabricius, 1792) – tarka gombabogár
    - Mycetophagus (Ulolendus) decempunctatus Fabricius, 1801 – tízpettyes gombabogár
    - Mycetophagus (Ulolendus) piceus (Fabricius, 1777) – hegyi gombabogár

  - Pseudotriphyllus Reitter, 1880
    - Pseudotriphyllus suturalis (Fabricius, 1801) – apró gombabogár

  - Triphyllus Dejean, 1821
    - Triphyllus bicolor (Fabricius, 1777) – kétszínű gombabogár

  - Typhaea Stephens, 1829
    - Typhaea haagi Reitter, 1874 – keskeny gombabogár
    - Typhaea stercorea (Linnaeus, 1758) – egyszínű gombabogár

## Fordítás
- Ez a szócikk részben vagy egészben a Baumschwammkäfer című német Wikipédia-szócikk ezen változatának fordításán alapul.  Az eredeti cikk szerkesztőit annak laptörténete sorolja fel. Ez a jelzés csupán a megfogalmazás eredetét és a szerzői jogokat jelzi, nem szolgál a cikkben szereplő információk forrásmegjelöléseként.